# Wolfgang Holzmaïr
Wolgang Holzmaïr, né le 20 octobre 1932 en Allemagne et mort le 16 octobre 2013 à Cahors, est un dompteur allemand de fauves (lions) et d'éléphants . Il est évoqué à cet égard, en tant que personnage, dans le roman Chien-Loup, de Serge Joncour. 

## Biographie
Orphelin et apprenti carrossier, il s'est tourné vers le cirque très jeune. Il a travaillé aux États-Unis (Ringling Bros. and Barnum & Bailey Circus), puis en France (cirque Amar et cirque Pinder).
Dompteur réputé, il a maîtrisé un temps 22 lions en cage, un record du monde.
Il s'est également occupé de « Java », une éléphante qui fut à sa retraite placée au parc de la Tête d'Or de Lyon.
Il conseillera Frédéric Edelstein à ses débuts, vers 1985.
À sa retraite du cirque, il a ouvert avec sa femme un restaurant à Cahors.